# Schatzfund von Pauilhac

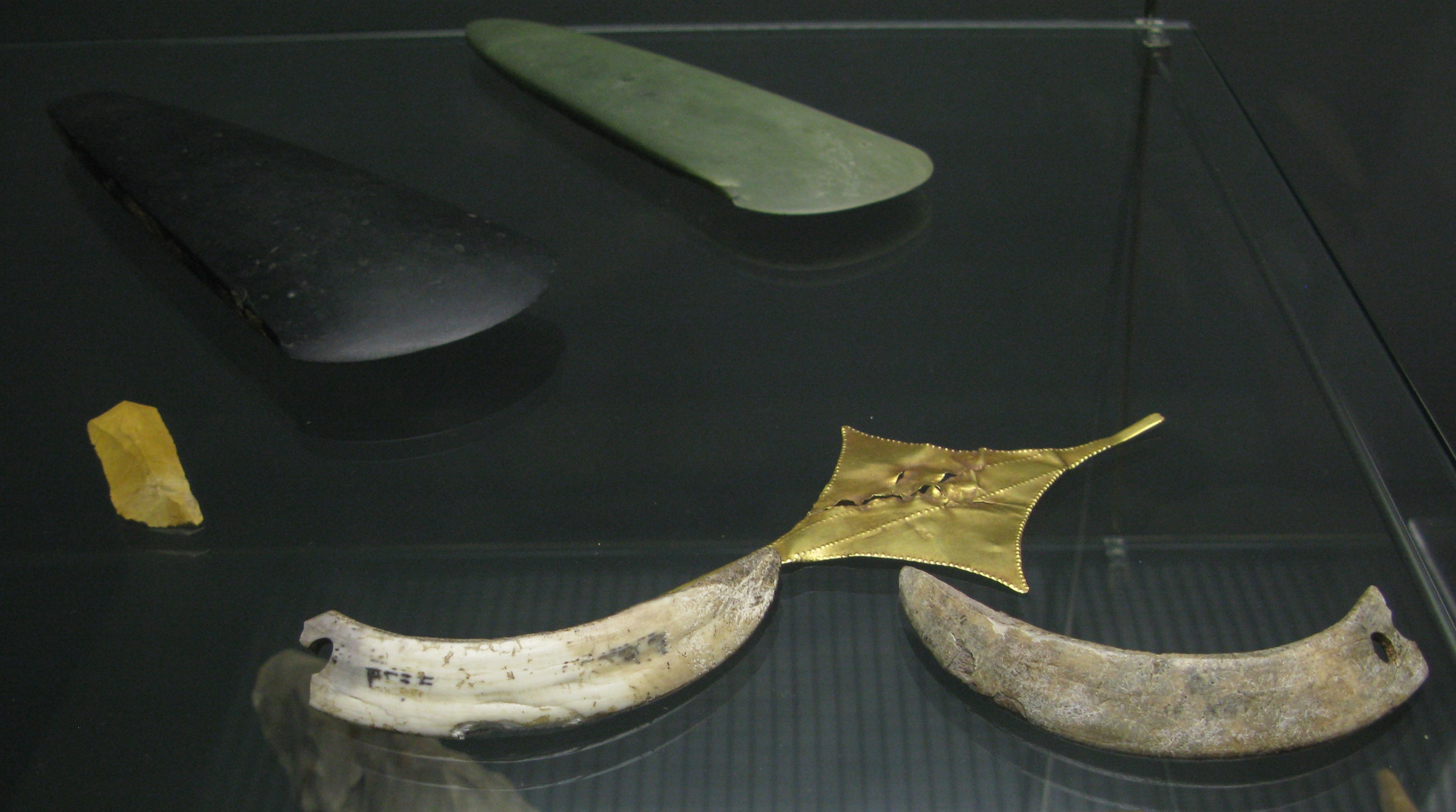
Teile des Schatzes von Pauilhac

Der von 3.500 v. Chr. stammende Schatz von Pauilhac (französisch Le trésor de Pauilhac) wurde 1865 bei der Erschließung einer Kiesgrube in Pauilhac, im Département Gers in Südfrankreich gefunden.
Er ist kein Depotfund, sondern eine Grabbeigabe und besteht aus fünf großen Feuersteinmessern, zwei geschliffenen Äxten aus Chlormelanit bzw. Jadeit, zwei durchlochten Wildschweinhauern, einem rautenförmigen Goldobjekt und einem kleinen Jaspis.
Neben den elf Gegenständen wurden verschiedene Reste entdeckt. Die Menschen- und Pferdeknochen wurden von den Arbeitern nicht aufbewahrt. Sieben ovale Goldperlen wurden gestohlen. In der Literatur werden die Funde häufig als Grab eines Häuptlings der späten Jungsteinzeit gedeutet; die entsprechenden Interpretationen sind jedoch umstritten.
Die Äxte und die Feuersteinklingen stammen aus den Alpen. Die Goldraute findet ihre Entsprechungen in Südosteuropa. Die Deponierung prestigeträchtiger Gegenstände ist eine starke Geste, sei es in Form einer Votivgabe oder im Grab einer bedeutenden Persönlichkeit.
Die Funde werden in der Sammlung des Musée d’Aquitaine in Bordeaux aufbewahrt.